# العودة إلى المستقبل (سلسلة أفلام)
العودة إلى المستقبل هو مسلسل كوميدي خيال علمي أمريكي من تأليف روبرت زيميكيس وبوب جيل. تدور أحداث الفيلم حول مغامرات مارتي ماكفلي وهو طالب في المدرسة الثانوية، والعالم الغريب الدكتور إيميت "دوك" براون، اللذان يستخدمان آلة الزمن (ديلوريان) للسفر عبر الزمن إلى فترات مختلفة في تاريخ مدينة هيل فالي الخيالية في كاليفورنيا.
حقق الفيلم الأولي "العودة إلى المستقبل"، الذي صدر عام 1985، نجاحًا منقطع النظير، ليصبح الفيلم الأكثر ربحًا لهذا العام ونال استحسانًا عالميًا، مما أدى إلى أنتاج الفيلمين الثاني والثالث، وهما إنتاجان سينمائيان متتاليان، صدرا في عامي 1989 و1990 على التوالي. وعلى الرغم من أن الأجزاء المتتابعة لم تحقق أداءً جيدًا في شباك التذاكر مثل الفيلم الأول، إلا أن الثلاثية لا تزال تتمتع بشعبية كبيرة وقد أنتجت عروضًا مثل مسلسل رسوم متحركة تلفزيوني ورحلة محاكاة الحركة في منتزهات يونيفرسال ستوديوز الترفيهية في يونيفرسال سيتي، كاليفورنيا؛ أورلاندو فلوريدا؛ وأوساكا باليابان (جميعها مغلقة الآن)، بالإضافة إلى لعبة فيديو ومسرحية موسيقية. تم تنفيذ التأثيرات المرئية للفيلم بواسطة إندستريال لايت آند ماجيك. حصل الفيلم الأول على جائزة الأوسكار لتحرير الصوت.

## الأجزاء

### العودة إلى المستقبل الجزء الأول (1985)
ينقل مارتي ماكفلي البالغ من العمر سبعة عشر عامًا بطريق الخطأ إلى الوراء في الفترة من 26 أكتوبر 1985 إلى 5 نوفمبر 1955، في سيارة ديلوريان تسافر عبر الزمن صنعها العالم غريب الأطوار إيميت "دوك" براون، عندما تعرضوا للهجوم ويبدو أن دوك هو قُتل على يد إرهابيين ليبيين وسرق منهم البلوتونيوم الذي يمنح مكثف التدفق 1.21 جيجاوات التي يحتاجها للسفر عبر الزمن. تقع والدة مارتي (لورين) في حبه بعد وقت قصير من وصوله في عام 1955، وليس في حب والده جورج ماكفلي، مما يهدد بإحداث مفارقة من شأنها أن تمنع وجود مارتي. بدون البلوتونيوم لتشغيل آلة الزمن، يجب على "مارتي" العثور على "دوك براون" عام 1955 لمساعدته على لم شمل والديه والعودة إلى عام 1985.

## وصلات خارجية
- الموقع الرسمي
- عودة إلى المستقبل على موقع أول موفي (الإنجليزية)
- Back to the Future على موقع أول موفي.
- Interview with cast and director reunited on اليوم for the 25th anniversary of the release of the first movie

## اقرأ أيضا
- سيارة ديلورين